# Putt-Putt
Putt-Putt is een personage uit zeven spellen, bedacht door Humongous Entertainment. De spellen zijn bedoeld voor kinderen tot ongeveer tien jaar.
Putt-Putt is een klein paars autootje dat in ieder spel voorwerpen of iets dergelijks verzamelt om iets voor elkaar te krijgen, bijvoorbeeld om aan een race mee te kunnen doen.
De spelletjes zijn een zogeheten Point-and-click adventure, wat wil zeggen dat men verder kan komen in het spel door op het goede moment de juiste personen/voorwerpen te vinden en aan te klikken.
Putt-Putt werd in de Nederlandse versie ingesproken door Jeroen Struys in deel 1, 2 en de arcadespellen en door Wanda Joosten in delen 3, 4 en 5.

## Spellen
In de reeks van Putt-Putt zijn zeven spellen uitgebracht.

### Avontuur
Putt-Putt 0: Joins the Parade (1992, alleen Engels)In dit avontuur wil Putt-Putt zich bij een parade aansluiten, maar daarvoor heeft hij een aantal voorwerpen nodig.
Putt-Putt ½: Goes to the Moon (1993, alleen Engels)In dit avontuur is Putt-Putt geland op de Maan. Hij moet proberen weer terug te reizen naar de Aarde, maar daar heeft hij wel wat spullen voor nodig om een raket te maken.
Putt-Putt 1: Putt-Putt redt de Zoo (1995, Nederlandstalige en Engelstalige versies)Dit spel begint met Stef Stoppel die zich voorbereidt voor de opening van de Dierentuin van Autostad, maar alle babydiertjes zijn verdwenen. Putt-Putt en zijn hond Pep besluiten te zoeken terwijl Stef Stoppel de voorbereidingen voortzet.
Putt-Putt 2: De Reis Door De TijdPutt-Putt gaat op bezoek bij Professor Sportkar om hem zijn schoolspullen te laten zien. Professor Sportkar heeft net een tijdpoort gebouwd en wil hem demonstreren aan Putt-Putt, maar als hij hem activeert, begint hij heel raar te doen en de schoolspullen en de hond (Pep) van Putt-Putt worden erin opgezogen. Putt-Putt moet ze in de prehistorie, de Middeleeuwen het Wilde Westen en de toekomst terugvinden, waarna Professor Sportkar de poort kan sluiten.
Putt-Putt 3: De Autostad 500Rick Racewagen nodigt Putt-Putt uit om mee te doen aan de Autostad 500. Als hij zich meldt, ontdekt Rick dat Putt-Putt voor de race een aantal speciale voorwerpen nodig heeft, zodat hij zeer snel kan rijden en dit toch veilig doet. In Autostad gaat Putt-Putt deze voorwerpen halen.
Putt-Putt 4: In het CircusPutt-Putt wil naar het circus, maar de voorstelling dreigt afgelast te worden omdat de vijf hoofdattracties stuk zijn. Putt-Putt besluit te helpen met het op orde brengen, zodat de voorstelling toch door kan gaan.
Putt-Putt 5: Een Verrassingsfeest voor PepPep (Putt-Putts hondje) is jarig en Putt-Putt wil hem verrassen met een feest. Putt-Putt gaat op zoek naar de benodigdheden voor dit verjaardagsfeest, waaronder ballonnen, versiering en cadeautjes

### Arcadespellen
- Putt Putt en Peps Springparadijs
- Putt-Putt en Peps Ballon-O-Rama